# ワッハッハー
『ワッハッハー』は、関ジャニ∞の楽曲。2008年3月12日にインペリアルレコードから8枚目のシングルとして発売された。

## 概要
- 前作『イッツ マイ ソウル』から約5ヶ月振りのリリース。
- CDは初回限定盤、通常盤の2形態で発売。
- 表題曲「ワッハッハー」は、春：入学、卒業：就職、転機：出会い・別れなどを歌った、新生活に向けての"応援歌"となっている[1]。
  - カラーボトルの竹森マサユキからの楽曲提供である。
  - 同曲は、KADOKAWA『dwango』のCMソングとして起用された[12]。
  - 同曲のミュージック・ビデオは銭湯の中をメンバーがふざけながら掃除するものである。
- 通常盤のカップリング「BJ」は、後に38thシングル『なぐりガキBEAT』通常盤カップリングとしてメンバーの錦戸亮が新たにリアレンジし、メンバーが演奏した再録バージョンが収録された[13]。
- その他、全形態共通のカップリングとして「誰よりキミが好きだから」を収録[14]。
- 2008年2月7日、メンバーの横山裕と村上信五がパーソナリティを務めていた文化放送『関ジャニ∞ 横山裕と村上信五のレコメン!』にて本作の発売が発表された[11]。
- 1stシングル『浪花いろは節』から本作までは、次作『無責任ヒーロー』以降に毎回付属する、初回限定盤などの特典DVDまたはBlu-rayが付属しない仕様となっている。
- 2024年1月1日、デビュー20周年を記念し、過去にリリースされた全楽曲が各種音楽ダウンロードサービス、サブスクリプションサービスで配信されることに伴い、表題曲「ワッハッハー」がベストアルバム『8EST』の収録曲、同年1月24日には同曲がアルバム『PUZZLE』の収録曲として配信開始され、同年1月31日には本作の全収録曲の配信も開始された[15][16][17]。

### 各形態概要
| 曲名                   | 形態 | 形態 |
| 曲名                   | 初回 | 通常 |
| ---------------------- | ---- | ---- |
| 誰よりキミが好きだから | ○    | ○    |
| BJ                     | ×    | ○    |

| 特典内容                 | 形態       |
| ------------------------ | ---------- |
| ブックレット（12P）      | 初回限定盤 |
| スーパーピクチャーCD仕様 | 初回限定盤 |

## 販売形態
- 発売日：2008年3月12日
  - 初回限定盤（TECI-805：CD）
    - ブックレット（12P）封入
    - スーパーピクチャーCD仕様

  - 通常盤（TECI-806：CD）
- 発売日：2015年7月1日
  - 通常盤：再発売（JACA-5527：CD）
    - 自身の所属レコード会社を『テイチクエンタテインメント』から『INFINITY RECORDS』へ移籍したため、INFINITY RECORDSより再発売。
- 発売日：2019年7月12日
  - 通常盤：十五催ハッピープライス盤（JSNC-1508：CD）
    - 自身の配信アプリ『関ジャニ∞アプリ』対応のため、15%オフでの再発売。
- 発売日：2024年1月31日
  - 配信作品
    - デビュー20周年を記念した音楽ダウンロードサービスおよびサブスクリプションサービスでの配信[15][16][17]。

## チャート成績

### シングルチャート順位
- オリコンチャート
  - 初週194,304枚を売り上げ、2008年3月24日付の「オリコン週間シングルランキング」で週間1位を獲得した[1][2]。
    - 4作連続、通算5作目のシングル1位獲得となった[1]。

  - 累計209,049枚を売り上げ、2008年3月度「オリコン月間 CDシングルランキング」で月間3位を獲得した[3]。
  - 累計228,563枚を売り上げ、2008年度「オリコン上半期 CDシングルランキング」で上半期11位を獲得した[4]。
  - 累計229,094枚を売り上げ、2008年度「オリコン年間 CDシングルランキング」で年間27位を獲得した[5]。
- Billboard JAPAN
  - 2008年3月19日公開の「Billboard Japan Top Singles Sales」で週間1位を獲得した[7]。

### 各曲チャート順位
- Billboard JAPAN
  - 2008年3月19日公開の「Billboard Japan Hot 100」で表題曲「ワッハッハー」が週間1位を獲得した[6]。
  - 2008年度「Billboard Japan Hot 100 Year End」で表題曲「ワッハッハー」が年間86位を獲得した[8]。

## 収録曲
1. ワッハッハー - [5:02]
作詞・作曲：竹森マサユキ
編曲：CHOKKAKU
  - KADOKAWA『dwango』CMソング[12]
  - カラーボトルの竹森マサユキからの楽曲提供。
2. 誰よりキミが好きだから - [4:06]
作詞：白鷺剛
作曲：オオヤギヒロオ
編曲：船山基紀
3. BJ - [4:34]
作詞・作曲・編曲：HIKARI
  - 通常盤・配信作品のみ収録。
  - タイトルは「Blowy Journey」の略[18]。
  - 38thシングル『なぐりガキBEAT』にて、同曲を錦戸亮がリアレンジした新録バージョンが再録された[13]。
4. ワッハッハー (オリジナル・カラオケ)
  - CD作品のみ収録。

## 楽曲提供者
- 竹森マサユキ（カラーボトル）
  - 「ワッハッハー」(作詞・作曲)

## 収録作品

### アルバム
ワッハッハー
- 3rdアルバム『PUZZLE』
- 1stベストアルバム『8EST』
- 2ndベストアルバム『GR8EST』（201∞限定盤 特典CD）

※メドレーの1曲として収録。

BJ
- 2ndベストアルバム『GR8EST』（201∞限定盤 特典CD）

※メドレーの1曲として、リアレンジバージョンを収録。

### シングル
ワッハッハー
- 14thシングル『Wonderful World!!』（通常盤）

※リミックス音源を収録。

BJ
- 33rdシングル『なぐりガキBEAT』（通常盤）

※錦戸によるリアレンジバージョンを収録。

### 映像作品

#### ライブ映像
ワッハッハー
- 7thライブDVD/Blu-ray『KANJANI∞ LIVE TOUR 2010→2011 8UPPERS』
- 12thライブDVD/Blu-ray『関ジャニズム LIVE TOUR 2014≫2015』
- 24thライブBlu-ray/DVD『超DOME TOUR 二十祭』

BJ
- 9thシングル『無責任ヒーロー』（初回限定盤A 特典DVD）
- 8thライブDVD/Blu-ray『KANJANI∞ 五大ドームTOUR EIGHT×EIGHTER おもんなかったらドームすいません』（初回限定盤 特典DVD）

※錦戸がソロで披露。
- 9thライブDVD/Blu-ray『KANJANI∞ LIVE TOUR!! 8EST 〜みんなの想いはどうなんだい?僕らの想いは無限大!!〜』
- 18thライブDVD/Blu-ray『関ジャニ'sエイターテインメント GR8EST』
- 21stライブDVD/Blu-ray『KANJANI∞ STADIUM LIVE 18祭』